# Spanische Heraldik

Halbrundschild oder Spanischer Schild

Die spanische Heraldik ist stark von der französischen Heraldik beeinflusst worden. 
Kennzeichnend ist, dass die Wappen viele Felder aufweisen. Ursprung ist das Vereinigen von Wappen der Eltern und Großeltern väterlicher und mütterlicher Seite. Diese Vielfeldrigkeit benötigte einen geeigneten Schild, wie den sogenannten Halbrundschild. Dieser Schild ist bereits seit dem 13. Jahrhundert bis heute im Gebrauch.
Viele Ehewappen haben einen Bord zur Aufnahme des Wappens der Frau. Auch Gnaden- und Beizeichen rücken, wie auch Devisen, in diesen Rand.
Adelswappen sind leicht erkennbar:
- beim Königshaus durch frontal gestellte goldene Bügelhelme,
- bei Herzögen und Marqués durch frontal gestellte silberne, auf den Schild gesetzte Helme,
- und beim niederen Adel und dem Bürgertum durch im Profil auf den Schild gesetzte Helme.

Die Helmzier war und ist in der spanischen Heraldik nicht üblich. Neben selten aufgesetzten Straußenfedern in den Schildfarben über den Schild erscheinen dagegen die Rangkronen auf dem Schild oder freischwebend über dem Helm relativ häufig.
In der Kommunalheraldik (Gemeindewappen) dominiert ebenfalls der Bord, der vielfach mit den Wappenbildern von Kastilien und Leon belegt ist. Die Verwendung von goldenen und silbernen Mauerkronen bei Städtewappen ist allgemein üblich.
Als Konquistadorenwappen bezeichnet man die künstlichen Wappen aus der Eroberungszeit Mittel- und Südamerikas im 15. und 16. Jahrhundert. Hier herrschten naturalistische und unheraldisch tingierte Wappen vor und sind als Verfall der spanischen Heraldik zu sehen. 
Wappen werden auch von den Säulen des Herkules begleitet. In der deutschen Heraldik unbekannt, aber in spanischen Wappen zu finden, ist der Schrägbalken mit Tierköpfen (Banda de Castilla) und die Navarrakette.